# Liste der Länderspiele der südjemenitischen Fußballnationalmannschaft

Wappen des Südjemen

Diese Liste enthält alle offiziellen A-Länderspiele der südjemenitischen Fußballnationalmannschaft.

## 1962 bis 1967: Lahej und Aden
Lahej und Aden gehörten zur Südarabischen Föderation (1962–1967) und ab 1967 zum Südjemen.

### Lahej
| Nr. | Datum      | Gegner | Resultat | Anlass                                 | Austragungsort | Bemerkungen                                         |
| --- | ---------- | ------ | -------- | -------------------------------------- | -------------- | --------------------------------------------------- |
| *   | 02.09.1965 | Sudan  | 0:9      | Arabischer Nationenpokal 1965-Vorrunde | Kairo (ÄGY)    | Erstes Länderspiel, erstes Länderspiel gegen Sudan  |
| *   | 03.09.1965 | Syrien | 0:4      | Arabischer Nationenpokal 1965-Vorrunde | Kairo (ÄGY)    | Erstes Länderspiel gegen Syrien                     |
| *   | 06.09.1965 | Libyen | 0:16     | Arabischer Nationenpokal 1965-Vorrunde | Kairo (ÄGY)    | Erstes Länderspiel gegen Libyen, höchste Niederlage |
| *   | 07.09.1965 | Oman   | 2:1      | Arabischer Nationenpokal 1965-Vorrunde | Kairo (ÄGY)    | Erster Sieg, erstes Länderspiel gegen Oman          |

### Aden
|   | Datum      | Gegner    | Resultat | Anlass                                 | Austragungsort | Bemerkungen                                             |
| - | ---------- | --------- | -------- | -------------------------------------- | -------------- | ------------------------------------------------------- |
| * | 02.09.1965 | Palästina | 0:1      | Arabischer Nationenpokal 1965-Vorrunde | Kairo (ÄGY)    | Erstes Länderspiel, erstes Länderspiel gegen Palästinen |
| * | 03.09.1965 | Ägypten   | 0:14     | Arabischer Nationenpokal 1965-Vorrunde | Kairo (ÄGY)    | Erstes Länderspiel gegen Ägypten, höchste Niederlage    |
| * | 04.09.1965 | Irak      | 0:6      | Arabischer Nationenpokal 1965-Vorrunde | Kairo (ÄGY)    | Erstes Länderspiel gegen Irak                           |
| * | 07.09.1965 | Libanon   | 3:4      | Arabischer Nationenpokal 1965-Vorrunde | Kairo (ÄGY)    | Erstes Länderspiel gegen Libanon                        |

## Südjemen (1967–1990)

### 1970 bis 1979
| Nr. | Datum      | Gegner        | Resultat | Anlass                               | Austragungsort | Bemerkungen                                         |
| --- | ---------- | ------------- | -------- | ------------------------------------ | -------------- | --------------------------------------------------- |
| *   | 10.01.1972 | Algerien      | 1:4      | Freundschaftsspiel                   | ? (SJM)        | Erstes Länderspiel gegen Algerien                   |
| *   | ??.08.1973 | Palästina     | ?:?      | Palästinensischer Nationenpokal 1973 | Tripolis (LBY) | Ergebnis unbekannt, Sieg der Palästinenser          |
| *   | 12.08.1973 | Ägypten       | 1:6      | Palästinensischer Nationenpokal 1973 | Tripolis (LBY) |                                                     |
| *   | 16.08.1973 | Syrien        | 1:7      | Palästinensischer Nationenpokal 1973 | Tripolis (LBY) | Erstes Länderspiel gegen Syrien                     |
| *   | 17.08.1973 | Algerien      | 1:15     | Freundschaftsspiel                   | Tripolis (LBY) | Höchste Niederlage                                  |
| *   | 19.08.1973 | Tunesien      | 0:2      | Palästinensischer Nationenpokal 1973 | Tripolis (LBY) | Erstes Länderspiel gegen Tunesien                   |
| *   | 19.12.1975 | Ägypten       | 0:5      | Freundschaftsspiel                   | ? (SJM)        |                                                     |
| *   | 21.12.1975 | Saudi-Arabien | 1:0      | Freundschaftsspiel                   | ? (SJM)        | Erstes Länderspiel gegen Saudi-Arabien, erster Sieg |
| *   | 06.06.1976 | Irak          | 0:1      | Fußball-Asienmeisterschaft 1976      | Teheran (IRN)  |                                                     |
| *   | 08.06.1976 | Iran          | 0:8      | Fußball-Asienmeisterschaft 1976      | Teheran (IRN)  | Erstes Länderspiel gegen den Iran                   |
| *   | 10.10.1976 | Syrien        | 2:1      | Panarabische Spiele 1976             | Damaskus (SYR) |                                                     |
| *   | 12.10.1976 | Mauretanien   | 2:0      | Panarabische Spiele 1976             | Damaskus (SYR) | Erstes Länderspiel gegen Mauretanien, Höchster Sieg |
| *   | 14.10.1976 | Marokko       | 0:4      | Panarabische Spiele 1976             | Damaskus (SYR) | Erstes Länderspiel gegen Marokko                    |
| *   | 16.10.1976 | Saudi-Arabien | 1:0      | Panarabische Spiele 1976             | Damaskus (SYR) |                                                     |
| *   | 18.10.1976 | Palästina     | 0:0      | Panarabische Spiele 1976             | Damaskus (SYR) |                                                     |
| *   | 20.10.1976 | Jordanien     | 2:3      | Panarabische Spiele 1976             | Damaskus (SYR) | Erstes Länderspiel gegen Jordanien                  |

### 1980 bis 1989
| Nr. | Datum      | Gegner     | Resultat | Anlass                                             | Austragungsort  | Bemerkungen                         |
| --- | ---------- | ---------- | -------- | -------------------------------------------------- | --------------- | ----------------------------------- |
| *   | 17.03.1980 | Irak       | 0:3      | Olympische Sommerspiele 1980/Fußball/Qualifikation | ? (IRK)         |                                     |
| *   | 19.03.1980 | Syrien     | 1:2      | Olympische Sommerspiele 1980/Fußball/Qualifikation | ? (IRK)         |                                     |
| *   | 22.03.1980 | Kuwait     | 1:5      | Olympische Sommerspiele 1980/Fußball/Qualifikation | ? (IRK)         | Erstes Länderspiel gegen Kuwait     |
| *   | 26.03.1980 | Jordanien  | 2:1      | Olympische Sommerspiele 1980/Fußball/Qualifikation | ? (IRK)         | Erstes Länderspiel gegen Jordanien  |
| *   | 17.05.1981 | Äthiopien  | 1:1      | Freundschaftsspiel                                 | ? (ÄTH)         | Erstes Länderspiel gegen Äthiopien  |
| *   | 21.11.1982 | Südkorea   | 0:3      | Asienspiele 1982                                   | Neu-Delhi (IND) | Erstes Länderspiel gegen Südkorea   |
| *   | 23.11.1982 | Japan      | 1:3      | Asienspiele 1982                                   | Neu-Delhi (IND) | Erstes Länderspiel gegen Japan      |
| *   | 25.11.1982 | Iran       | 0:2      | Asienspiele 1982                                   | Neu-Delhi (IND) |                                     |
| *   | 29.03.1985 | Bahrain    | 1:4      | Fußball-Weltmeisterschaft                          | Aden (SJM)      | Erstes Länderspiel gegen Bahrain    |
| *   | 12.04.1985 | Bahrain    | 3:3      | Fußball-Weltmeisterschaft                          | Manama (BAH)    |                                     |
| *   | 26.02.1988 | Dschibuti  | 1:4      | Freundschaftsspiel                                 | ? (DSC)         | Erstes Länderspiel gegen Dschibuti  |
| *   | 17.06.1988 | Indonesien | 0:2      | Fußball-Asienmeisterschaft 1988/Qualifikation      | ? (IDN)         | Erstes Länderspiel gegen Indonesien |
| *   | 19.06.1988 | Südkorea   | 1:1      | Fußball-Asienmeisterschaft 1988/Qualifikation      | ? (IDN)         |                                     |
| *   | 21.06.1988 | Bahrain    | 0:2      | Fußball-Asienmeisterschaft 1988/Qualifikation      | ? (IDN)         |                                     |
| *   | 01.11.1989 | Iran       | 0:2      | 1989 Peace and Friendship Cup                      | Kuwait (KUW)    |                                     |
| *   | 03.11.1989 | Irak       | 2:6      | 1989 Peace and Friendship Cup                      | Kuwait (KUW)    |                                     |
| *   | 05.11.1989 | Guinea     | 1:0      | 1989 Peace and Friendship Cup                      | Kuwait (KUW)    | Erstes Länderspiel gegen Guinea     |